# Devon Daniels IV
 Devon Daniels  (ur. 18 lipca 1998 w Battle Creek) – amerykański koszykarz, występujący na pozycji rzucającego obrońcy, od 27 lipca 2023 zawodnik PGE Spójni Stargard.
Devon Daniels ma 196 cm wzrostu i 25 lat, gra na pozycji rzucającego obrońcy. W sezonie 2016/2017 grał na uniwersytecie Utah. W latach 2018–2021 grał dla NC State. W sumie w NCAA wystąpił w 109 meczach (zdobywał średnio po 11,2 punktu i 4,8 zbiórki, trafiał 33% rzutów za trzy punkty). 
W sezonie 2021/2022 miał kontuzję. Powrócił do gry w 2022, grając w lidze letniej NBA, w zespole Orlando Magic, gdzie rozegrał tylko jeden mecz. Ostatni sezon zaczynał w G-League (zaplecze NBA). W listopadzie i grudniu wystąpił w siedmiu meczach Raptors 905, gdzie na parkiecie był tylko po 11 minut. 
W styczniu 2023 przeniósł się do Europy, do ligi serbskiej, gdzie rozegrał 15 spotkań w KK Cacak 94.

## Osiągnięcia
NCAA
- Zawodnik kolejki konferencji Atlantic Coast (ACC – 24.02.2020)

Indywidualne
- Zaliczony do I składu kolejki OBL (1, 2 – 2023/2024)[4][5]